# The 'Bear' Facts
The 'Bear' Facts è un cortometraggio muto del 1914 diretto da Tefft Johnson che appare anche tra gli interpreti del film accanto a Bobby Connelly, Mabel Kelly, Anders Randolf.

## Produzione
Il film fu prodotto dalla Vitagraph Company of America.

## Distribuzione
Distribuito dalla General Film Company, il film - un cortometraggio in una bobina - uscì nelle sale cinematografiche statunitensi il 24 giugno 1914.